# 조금만 더 가까이
《조금만 더 가까이》는 2010년 개봉한 대한민국 김종관 감독의 영화이다.

## 줄거리
가을, 가로수길. 어느 한적한 까페에 '안나'라는 여자를 찾는 낯선 남자의 전화가 걸려왔다. 로테르담의 폴란드인 그루지엑, 왜 그녀가 말없이 떠났는지… 아픔이 묻어나는 그의 목소리가 묻고 있었다. 세연의 새로운 사랑은 게이다. 둘만의 첫 섹스. 낯설고 불편하지만 상관없다. 그녀의 마음이 설레고 있으니까… 비 내리는 저녁, 스토커처럼 집착하며 고래고래 소리지르는 은희(정유미) 앞에 현오(윤계상)는 끝내 울고 만다. 자신 때문에 연애불구가 됐다는 그녀. 헤어졌지만 그들의 인연은 아직 끝나지 않은 걸까? 다른 사랑이 있다는 영수의 고백을 듣는 운철. 주영(윤희석)의 한심한 남자이야기에 너덜너덜해진 사랑을 느끼는 혜영(요조)…. 사랑은 어렵다. 2010년 가을, 음악과 어우러져 단풍처럼 다른 색의 감성을 자극하는 고장난 사랑에 관한 비밀스런 이야기들이 시작됐다.

## 등장 인물
- 윤계상 - 현오 역
- 정유미 - 은희 역
- 윤희석 - 주영 역
- 요조 - 혜영 역
- 장서원 - 운철 역
- 오창석 - 영수 역
- 염보라 - 세연 역
- 김효서 - 수진 역
- 필립 스벡 - 그루지엑 역
- 김문학 - 남자 (혜영 전애인) 역
- 김아림 - 여자 (혜영 전애인 여친) 역
- 문수진 - 나영 역
- 이은지 - 서희 역
- 손일준 - 개주인 남자 역
- 김정헌 - 영수 친구 3 역